# Koka
Koka (Erythroxylum coca) er en plante i familien Erythroxylaceae, som vokser i det nordvestlige Sydamerika.
Af bladene udvindes det narkotiske stof kokain.
| Botanik | Spire Denne botanikartikel er en spire som bør udbygges. Du er velkommen til at hjælpe Wikipedia ved at udvide den. |